# Duplicate
Duplicate (dt.: Doppelgänger) ist eine indische Verwechslungskomödie mit Action-Elementen aus dem Jahr 1998. Er dient als Vehikel für den Bollywood-Star Shah Rukh Khan, der in einer Doppelrolle auftaucht. Der Film, eine Neuverfilmung der 1936 entstandenen Gangsterposse Stadtgespräch von John Ford, zeichnet sich aus durch konsequente 1980er Jahre-Ästhetik und einen albern-kindischen Grundton, der durch die Synchronsprecher der deutschen Fassung noch verstärkt wird.

## Handlung
Der tollpatschige, verträumte Bablu (Shah Rukh Khan) nimmt einen neuen Job an – als Chefkoch in einem Hotel, obwohl er aus einer Familie von Ringern stammt. Seine Chefin ist Sonia Kapoor (Juhi Chawla), die ihren neuen Chefkoch äußerst attraktiv findet, so wie Bablu sie. Die aufkeimende Romanze wird aber von mehreren Personen gestört – Bablus aufdringlicher Mutter, dem Hotelchef, der selbst an Sonja spekuliert wird, von der Polizei und vor allem von seinem Doppelgänger.
Die Polizei hält Bablu nämlich für den Räuber und Mörder Manu (ebenfalls Shah Rukh Khan), dem er bis aufs Haar gleicht, und den sie jagt: Der Gangster Manu ist aus dem Gefängnis ausgebrochen und ist nun auf einem Rachefeldzug gegen seine ehemaligen Komplizen. Die haben ihn um die Beute eines Raubüberfalls betrogen und wollen ihn töten – nicht zuletzt die Hilfe seiner Geliebten Lily (Sonali Bendre) bewahrt ihn davor, von den Killern seines ehemaligen Spießgesellen getötet zu werden.
Als der Gangster Manu von seinem Doppelgänger Wind bekommt, beschließt er, dessen Identität anzunehmen – davor schützt Bablu auch ein Sonderausweis nicht, den er von der Polizei bekommen hat. Aber die Verwechslung wirkt in beide Richtungen: Bablu kann so nicht nur seinen Bewachern entkommen, sondern auch beim letzten von Manus ehemaligen Komplizen dessen Anteil an der Beute abholen. Der Gangster Manu ist darüber nicht erfreut und bedroht Bablus Mutter – dieser kann ihn jedoch austricksen. Am Ende ist es Manus Geliebte Lily, die den Mörder erschießt – und der Weg ist frei für ein Happy End mit einer Hochzeit zwischen Bablu und Sonia.

## Dies und Das
- Karan Johar, Sohn des Produzenten Yash Johar, wurde kurz danach einer der erfolgreichsten Bollywood-Regisseure überhaupt – mit den Filmen Kuch Kuch Hota Hai und vor allem dem Klassiker Kabhi Khushi Kabhie Gham („In guten wie in schweren Tagen“).
- In einer vergleichsweise kindischen Gesangsszene zwischen Shah Rukh Khan und Juhi Chawla simuliert SRK einige Momente lang Geschlechtsverkehr – für indische Verhältnisse ungewohnt deutlich.
- Bei einer Szene am Bahnhof hat die Bollywood-Schauspielerin Kajol einen Gastauftritt.